# Casa Simon
La Casa Simon és una masia de Santa Coloma de Farners (Selva) inclosa a l'Inventari del Patrimoni Arquitectònic de Catalunya.

## Descripció
És una masia de dues plantes i golfes, vessants a laterals i cornisa catalana. Les obertures són rectangulars amb llinda monolítica i destaca la finestra central amb un arc conopial poc pronunciat, rematat amb una creu i dues rodes amb hèlix. La resta d'obertures, també la porta principal, són rectangulars amb llinda, brancals i ampit de pedra. Menys les finestres de les golfes que són tres amb arc de mig punt i envoltades de pedra. En aquesta part de la casa, la façana està arrebossada i pintada de color verd, la paret per sota la finestra de les golfes fins al terra és de pedra vista, repicada, com la paret posterior de la casa. Ha sofert una restauració que ha modificat l'aspecte original de la masia.
Al voltant de la casa hi ha diverses dependències agrícoles entre les quals cal destacar un pou amb estructura de torre de planta quadrada, parets de rajol i una barana de ferro al capdamunt.